# Van (Automobil)

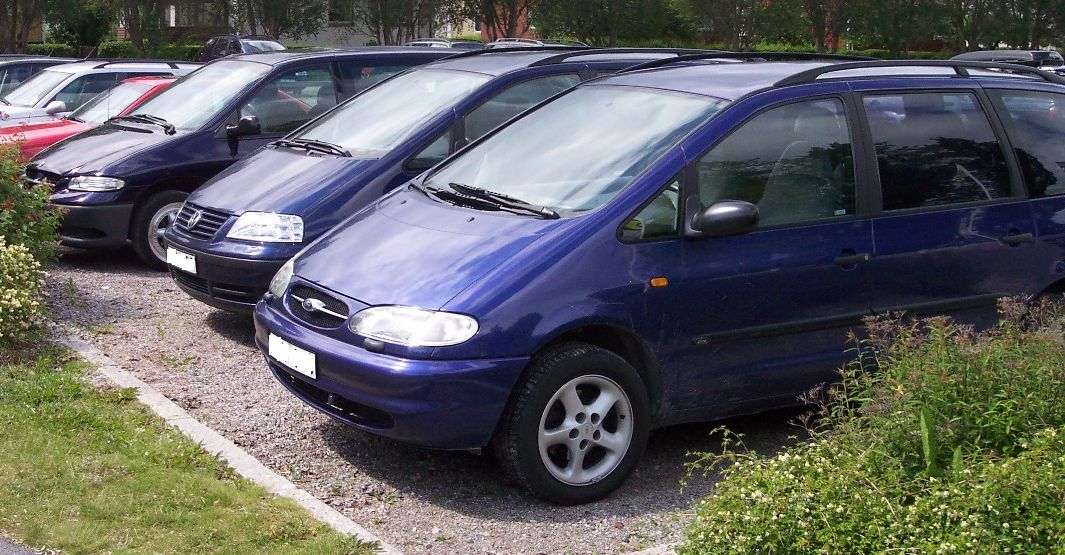
Ford Galaxy, VW Sharan und Chrysler Voyager

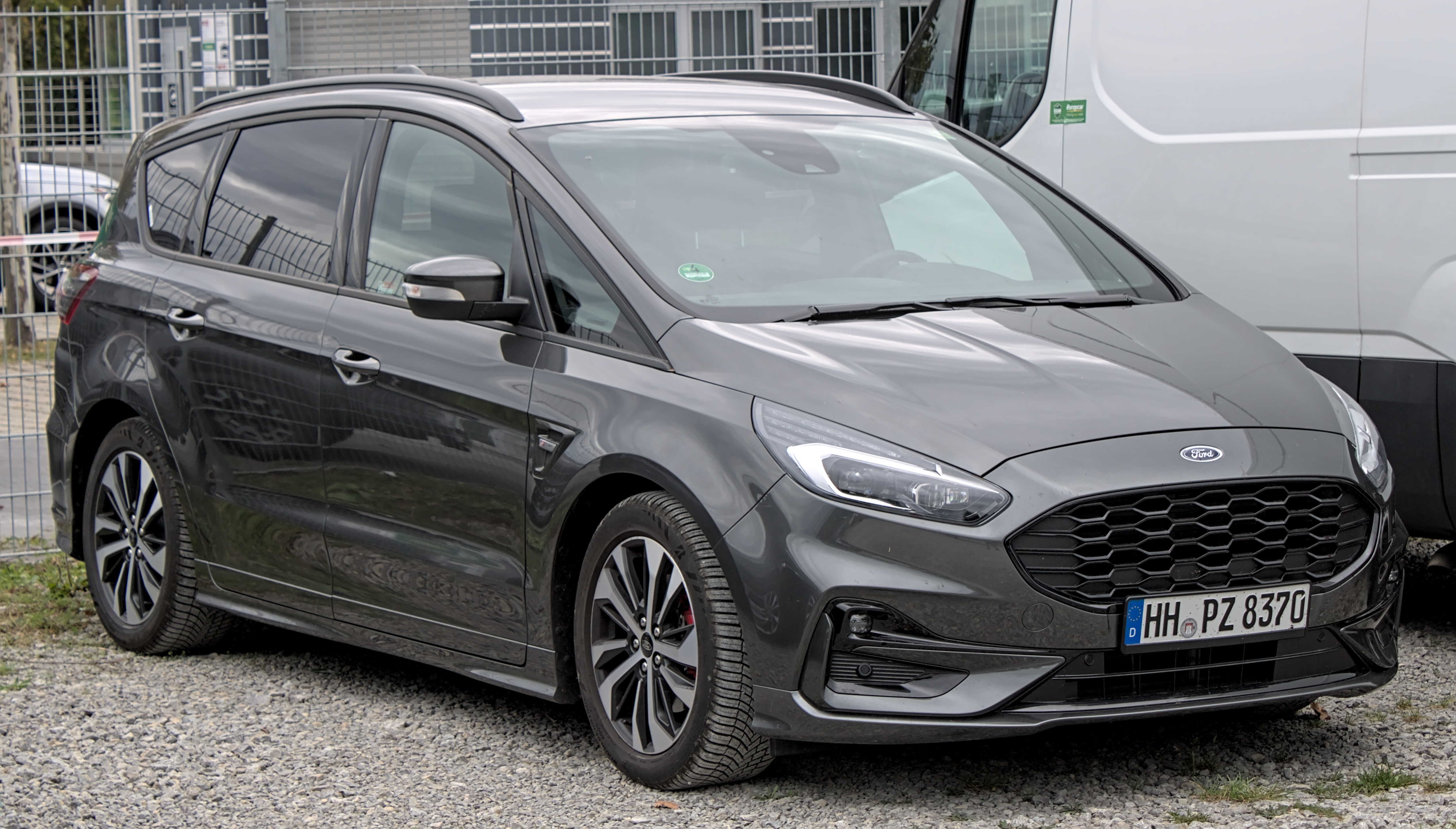
Ford S-MAX

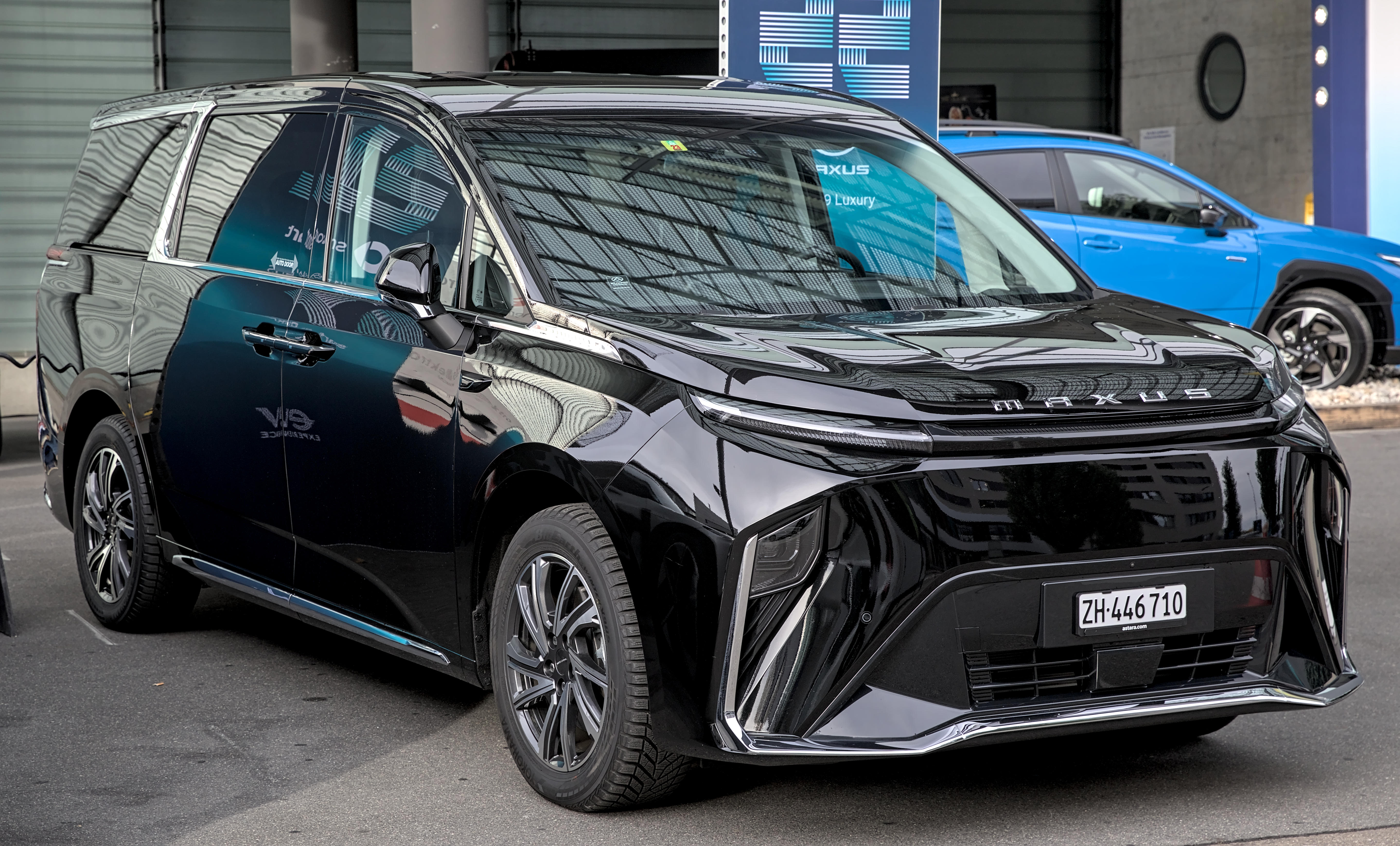
Maxus Mifa 9

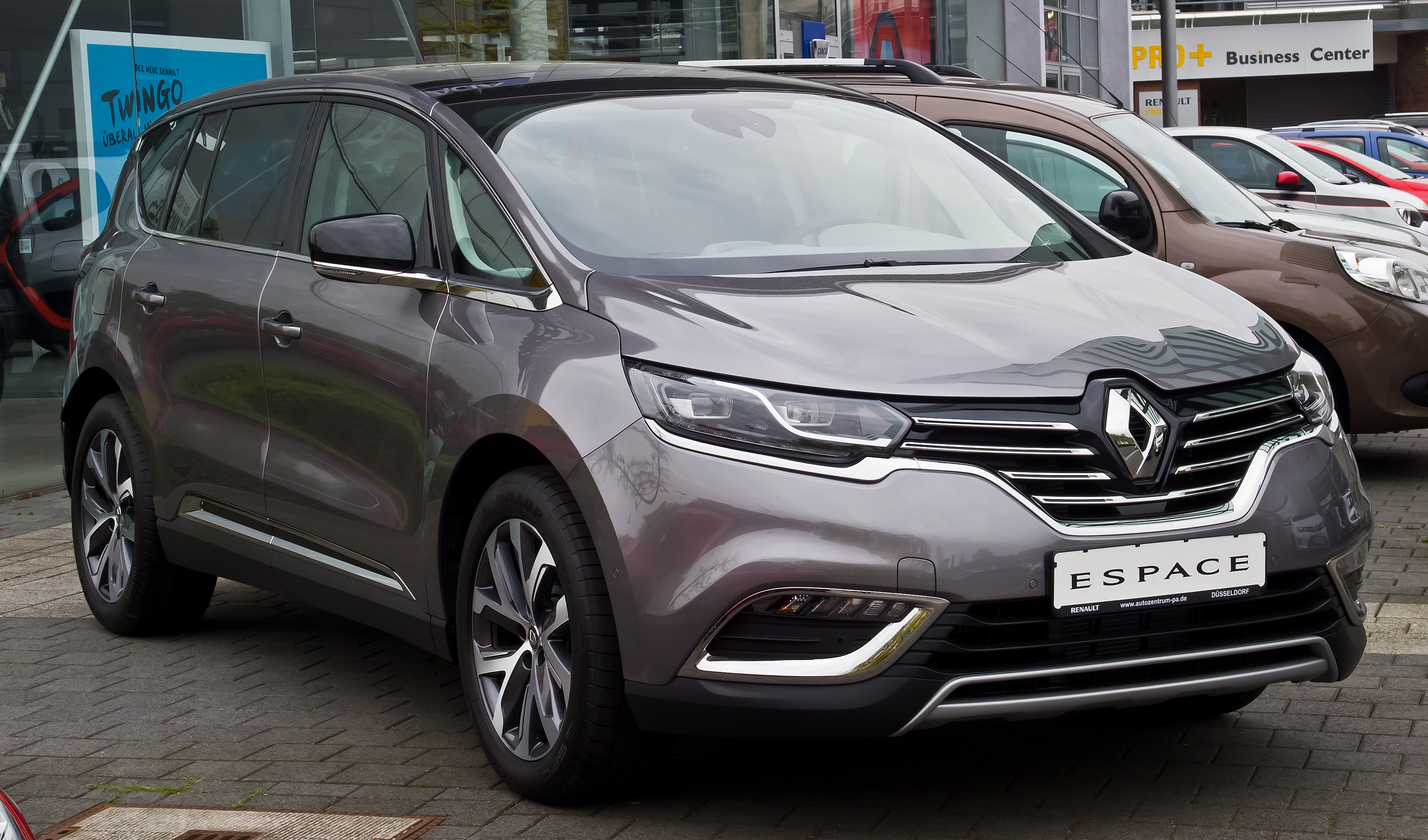
Renault Espace

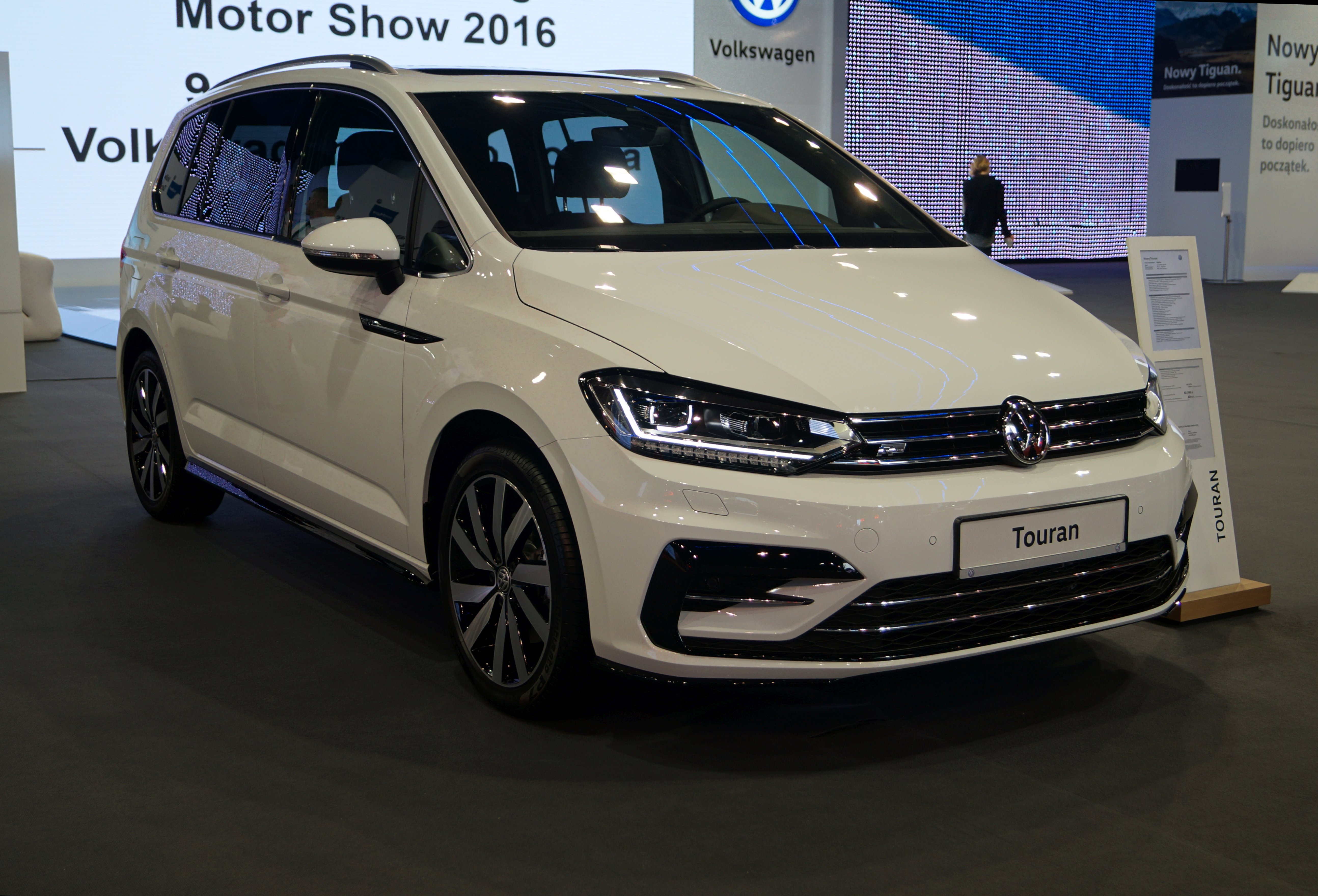
Der meistverkaufte Van in Deutschland: VW Touran II

Ein Van [væn] ist im deutschen Sprachgebrauch ein Kraftfahrzeug mit fünf bis sieben, in seltenen Fällen auch bis zu neun Sitzplätzen (mit durchgehender Sitzbank vorne), das sich, dank eines variablen Sitzkonzepts, in der Regel auch hinten mit Einzelsitzen, sowie einer hohen Silhouette deutlich variabler nutzen lässt als ein herkömmlicher Kombi. Im weiteren Sinne werden damit alle Arten von PKW mit erhöhter Karosserie, Hochdachkombis und Kleinbusse bezeichnet. Kleinere Exemplare werden auch als multi-purpose vehicle (MPV) bezeichnet, sowie im Deutschen teilweise als Kombilimousine.
Der weltweit einzige Van mit Hybridantrieb, dessen Batterie an der Steckdose aufgeladen werden kann, ist derzeit der Chrysler Pacifica Hybrid.
Nicht zu den Vans gehören die – mehr oder weniger geländegängigen – Sport Utility Vehicles (SUVs). Die Kritik an SUVs trifft auf Vans aber zum Teil auch zu.

## Wortherkunft Van
Das Wort Van ist ein Anglizismus, der im deutschen Sprachraum die Bedeutung Großraumlimousine angenommen hat. Im US-amerikanischen Sprachgebrauch bezeichnet das Wort van hingegen Kleintransporter und große, kastenförmige Lieferwagen für den Warentransport (Kastenwagen) und ist dort aus dem Wort „Caravan“ entstanden, der früher üblichen Bezeichnung für Planwagen. Fahrzeuge gleicher Bauart und Ausstattung, die für den Personentransport gedacht sind, heißen minivans, größere Varianten, wie z. B. der GMC Vandura, nennt man hingegen conversion vans („Umnutzungsvan“). Traditionell werden die geräumigen Limousinen mit vielen Sitzplätzen US-amerikanisch Station Wagon (Kombinationskraftwagen) genannt, die sich von den Minivans vor allem dadurch unterscheiden, dass sie flacher sind.
| Unterschiede in der Verwendung und Größendefinition des Ausdrucks „Van“ in den USA und Europa | Unterschiede in der Verwendung und Größendefinition des Ausdrucks „Van“ in den USA und Europa | Unterschiede in der Verwendung und Größendefinition des Ausdrucks „Van“ in den USA und Europa | Unterschiede in der Verwendung und Größendefinition des Ausdrucks „Van“ in den USA und Europa |
| --------------------------------------------------------------------------------------------- | --------------------------------------------------------------------------------------------- | --------------------------------------------------------------------------------------------- | --------------------------------------------------------------------------------------------- |
| Bezeichnung in den USA                                                                        | Beispiele USA                                                                                 | Beispiele Europa                                                                              | Bezeichnung in Europa                                                                         |
| „(full-size) Van“/„Minibus“                                                                   | Dodge Ram Van                                                                                 | Mercedes Sprinter                                                                             | (großer) „Kleintransporter“/„Kleinbus“ im englischsprachigen Raum „Van“                       |
| „Compact Van“/„Minibus“                                                                       | Dodge A100                                                                                    | VW-Bus                                                                                        | (mittlerer) „Kleintransporter“/„Kleinbus“                                                     |
| „Microvan“ (aus Japan)                                                                        | Suzuki Carry                                                                                  | Subaru Domingo                                                                                | (kleiner) „Kleintransporter“/„Kleinbus“/„Microvan“ (aus Japan)                                |
| „Minivan“/„(Large) MPV“                                                                       | Plymouth Grand Voyager                                                                        | Renault Espace                                                                                | „Van“/„Großraumlimousine“/„Großraum-Van“                                                      |
| „Compact MPV“                                                                                 | Chevrolet HHR                                                                                 | VW Touran                                                                                     | „Kompaktvan“                                                                                  |
| „Mini MPV“                                                                                    | -                                                                                             | Opel Meriva                                                                                   | „Minivan“                                                                                     |

### Großraumlimousine
Nachdem sich die Bezeichnung Van nun im Deutschen eingebürgert hat, wird der Ausdruck Großraumlimousine immer öfter für geräumigere Kombis wie den Ford S-MAX oder die Mercedes-Benz R-Klasse verwendet.

### Familienauto, Siebensitzer
Daneben gibt es die Bezeichnungen Familienauto und Siebensitzer. Die Auto-Umweltliste des Verkehrsclubs Deutschland (VCD) unterscheidet sie von der Kompaktklasse folgendermaßen:
1. Kompaktklasse: „PKW ab 4,00 m Länge und/oder 1,55 m Höhe und mindestens 300 l VDA-Kofferrauminhalt“; z. B. Lexus CT
2. Familienauto: „PKW mit mindestens fünf Sitzen und vier Türen, ab 400 l VDA-Kofferrauminhalt und 4,20 m Länge oder Compact-Van-Karosserie“; z. B. Toyota Prius
3. Siebensitzer: z. B. Toyota Prius V

## Die ersten Vans

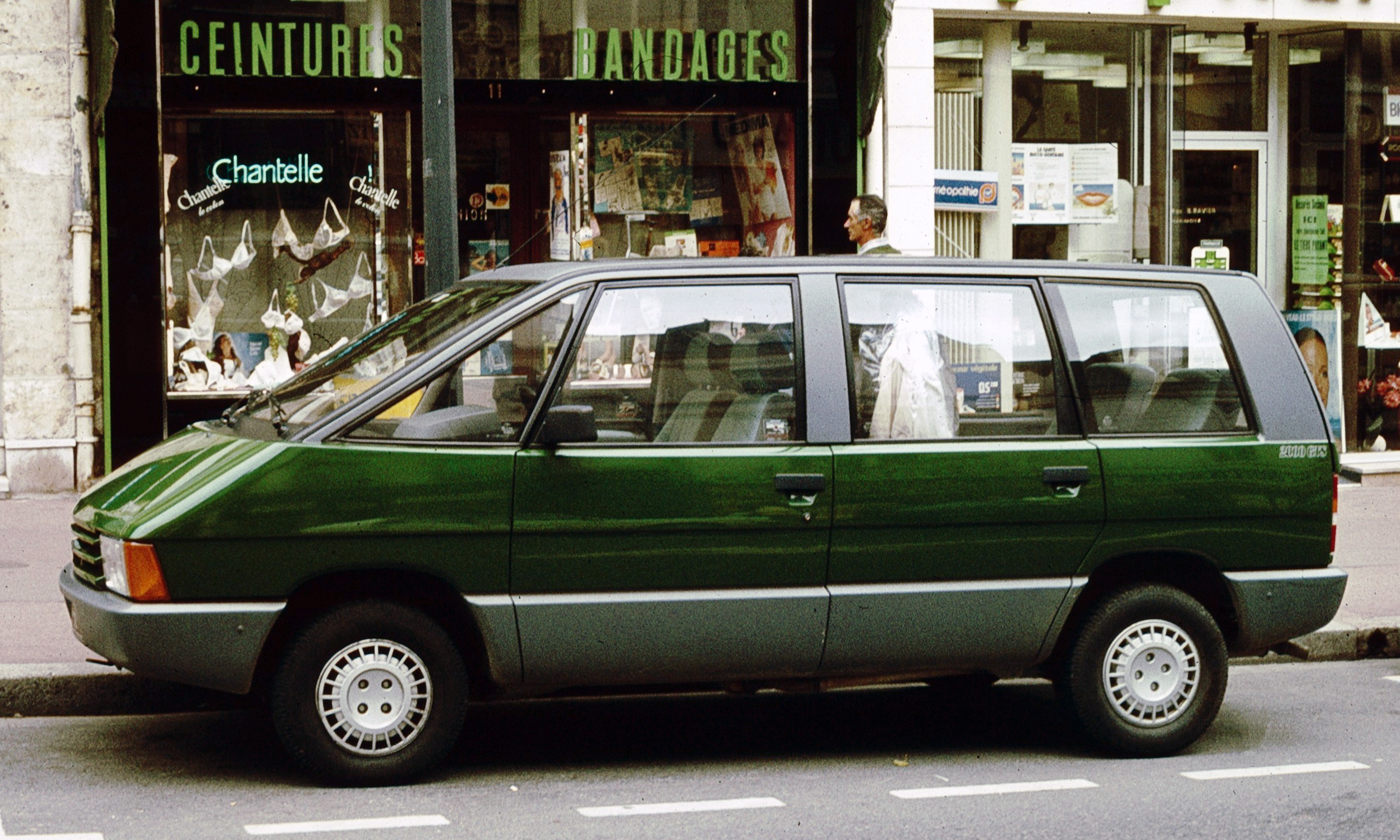
Renault Espace, zweiter in Europa erhältlicher Van (1984)

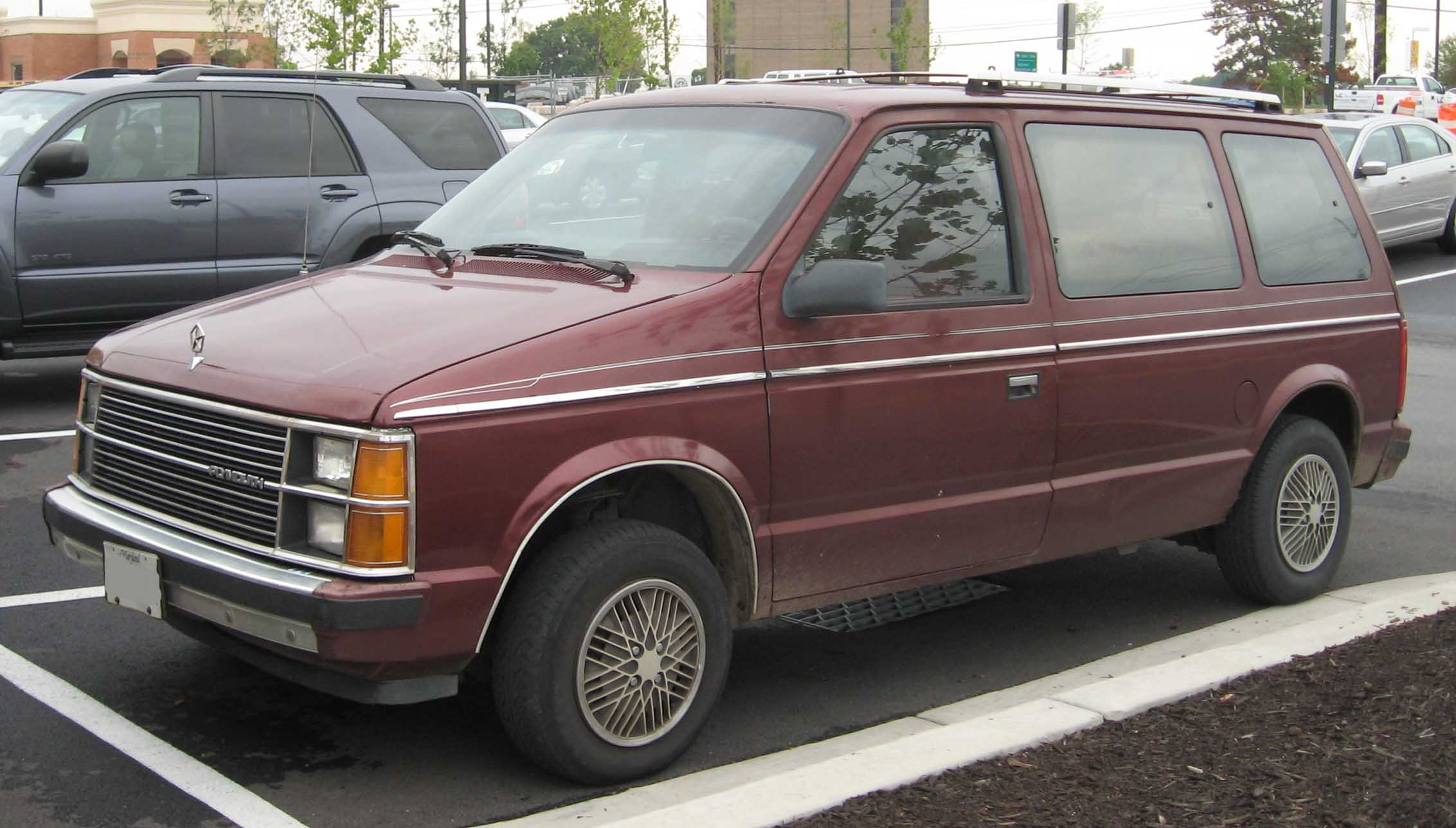
Plymouth Voyager, erstes Fahrzeug dieser Art in Nordamerika (1984)

1954 bis 1961 gab es die sechssitzigen Lloyd-LT-Modelle, die mit schwachen Motoren und sparsamer Ausstattung keine großen Stückzahlen erreichten. Auch der Fiat 600 Multipla kann als ein Vorgriff auf das später Van-Konzept gesehen werden.
Ab 1983 wurden Vans aus Japan eingeführt: Der Mitsubishi Space Wagon, der Nissan Prairie und der Honda Civic Shuttle. 1984 folgte der Plymouth Voyager auf dem Nordamerikanischen Markt und der Renault Espace in Europa. Ab dem Jahr 1988 wurde in Europa der Chrysler Voyager, der ein Ableger des Plymouth Voyager war, angeboten. Chrysler produzierte den Voyager in den ersten Jahren nur in Nordamerika. Ab 1991 lief auch in Europa die Produktion des Voyagers an. Auf dem europäischen Markt folgten andere Automobilhersteller erst Jahre später mit vergleichbaren Modellen. So entwickelten zum Beispiel Volkswagen und Ford gemeinsam ein Fahrzeug, das als VW Sharan, Seat Alhambra und Ford Galaxy 1995 auf den Markt kam.
In Nordamerika begründete Chrysler mit seinen Automarken dieses Fahrzeugsegment quasi im Alleingang. Das Unternehmen verkaufte dort parallel zum Plymouth Voyager auch unter der Marke Dodge einen Ableger, den Dodge Caravan. Ein paar Jahre später kam mit dem Chrysler Town & Country noch ein anderes Schwestermodell hinzu.

## Fahrzeugkonzept
Großraum-Vans zeichnen sich durch ein variables Innenraumkonzept aus. Die Sitze sind üblicherweise in drei Reihen angeordnet, mit den Formen 2-3-2 bzw. 2-2-3. Dabei ist die letzte Sitzreihe aufgrund der Radkästen schmaler. Durch Demontieren der Sitze in der zweiten und dritten Reihe kann eine Ladefläche von rund zwei Metern Länge geschaffen werden.
Die meisten Kunden erwerben diese Fahrzeuge ohne die beiden hinteren Sitze, die bei vielen Modellen als Zusatzausstattung verfügbar sind. Die Nachrüstung eines zusätzlichen Sitzes kann bei einigen Modellen fast 1000 Euro kosten. Es sind zahlreiche Fälle bekannt, in denen Sitze aus Vans gestohlen und anschließend weiterverkauft wurden.

## Arten von Vans

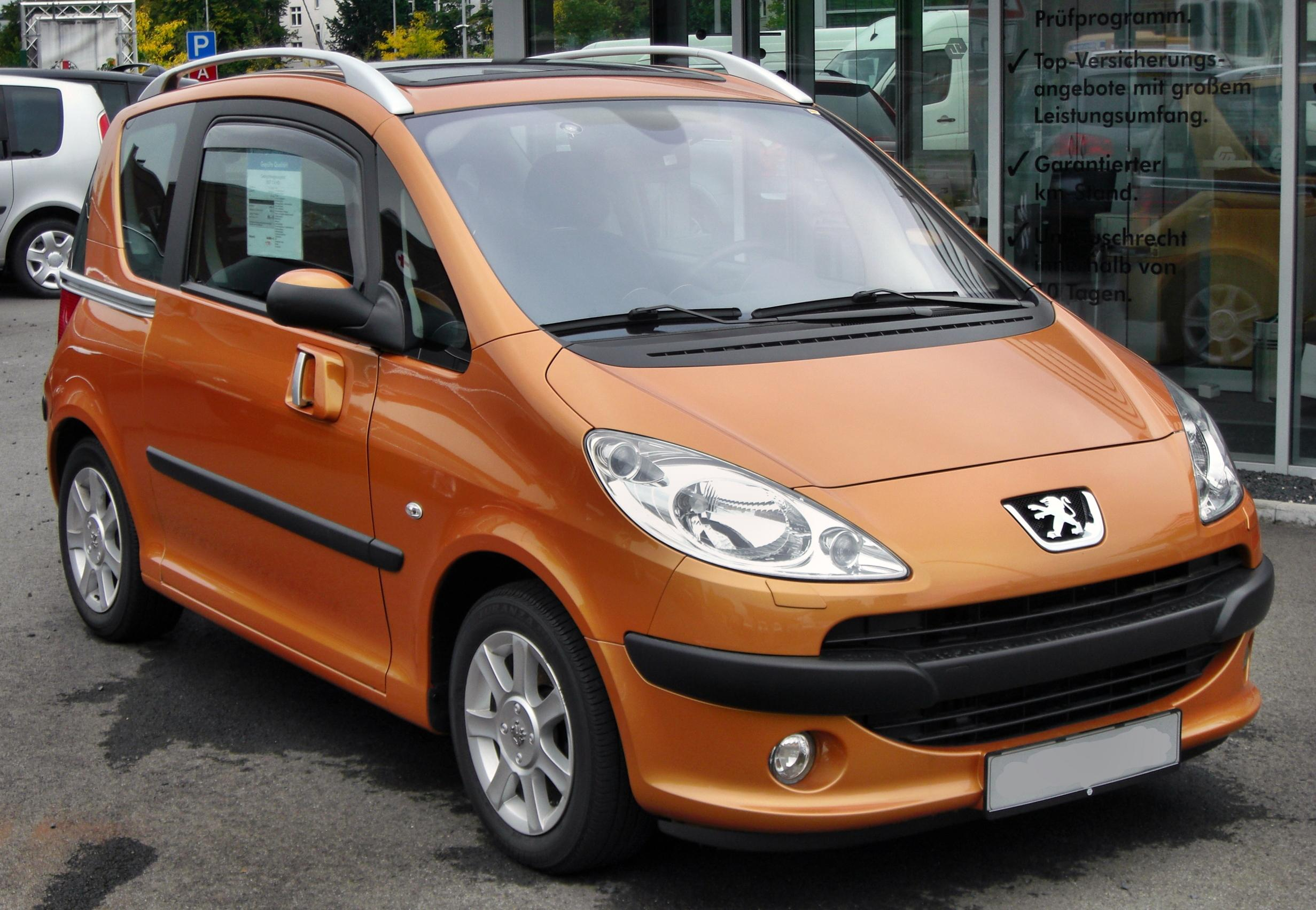
Peugeot 1007, ein Microvan (Baujahr 2005)

Inzwischen bezeichnet man im deutschsprachigen Raum auch Fahrzeuge, die kleiner als Großraum-Vans sind, als Vans. Das sind die Kompaktvans auf Basis von Fahrzeugen der Kompaktklasse, Minivans auf Kleinwagenbasis und sogenannte Microvans, die zu den Kleinstwagen gehören.
Das KBA unterscheidet jedoch nur zwischen Großraum-Vans und Minivans und nicht zwischen Kompaktvan, Minivan und Microvan. Dies ist in der Liste der Fahrzeugsegmente des Kraftfahrt-Bundesamtes ersichtlich.

## Neuzulassungen in Deutschland
Für Zahlen zu den jährlichen Neuzulassungen von Personenkraftwagen des Segments Vans in Deutschland nach Statistik des Kraftfahrt-Bundesamtes, siehe Liste der Neuzulassungen von Personenkraftwagen in Deutschland nach Segmenten und Modellreihen#Vans.